# Ferdinando Pedrini
Ferdinando Pedrini (Presidencia Roque Sáenz Peña, - Chaco), fue un abogado, escribano e histórico dirigente político argentino. 
Fue diputado nacional, cargo en el marco del cual se desempeñó como presidente del Bloque Justicialista, y gobernador de la Provincia de Salta, en el marco de una intervención federal previa al golpe de Estado de 1976. Por sus posiciones políticas fue perseguido tanto por la dictadura militar como por el ERP.

## Vida personal
Nació en el seno de una familia italiana, de origen humilde, que logró conseguir una buena posición económica en la ciudad de Roque Sáenz Peña, en la provincia del Chaco, en donde se recibió de abogado y trabajó como escribano. Estaba casado con Estela Saida Barreto.

## Trayectoria política
Desde su juventud, militó en el justicialismo. 
Fue Presidente del Bloque Justicialista de la Cámara de Diputados de la Nación durante el gobierno de Héctor José Cámpora, el tercer gobierno de Perón y el gobierno de Isabel Perón.
En 1973, actuó como moderador entre los diputados de la Tendencia, muchos de los cuales luego formarían Montoneros, y Perón y su gabinete. Pedrini fue una figura importante para unir los sectores de izquierda y más conservadores del peronismo. Julio Bárbaro lo describió como un diputado "brillante y luchador".Durante su mandato se creó y se instaló la Universidad Nacional de Salta con sede en la capital salteña.
Fue detenido y encarcelado, sin proceso judicial previo, por la dictadura militar. Debido a su alto perfil, no fue desaparecido y fue liberado antes de que terminara la dictadura.